# Río San Isidro (Bolivia)
El río San Isidro río amazónico boliviano, que parte de la confluencia del río Moco Moco y río Cabra Cancha en el municipio de Comarapa en la provincia de Caballero del departamento de Santa Cruz. La cuenca del río San Isidro tiene una superficie aproximada de 75 km², en los cuales se asientan 18 comunidades con 8.265 habitantes, de los cuales el 80% se dedica a la agricultura. Este río es importante por estar ubicado dentro del parque nacional Amboró, motivo por el cual se han llevado a cabo varios proyectos para el manejo sustentable de los recursos y la conservación de estos para preservar la biodiversidad.

## Geografía
El río San Isidro nace de las confluencias de los ríos Moco Moco y Cabra Cancha a una altitud de 3.050 m s. n. m. (17°47′34″S 64°32′23″O / -17.79278, -64.53972). Desde este punto el río discurre en dirección sur hasta confluir con el río Pulquina (18°25′00″S 64°16′27″O / -18.41667, -64.27417) a 1.350 m s. n. m. El río tiene una longitud aproximada de 90 km.